# نبردناو هانری چهارم
نبردناو هانری چهارم (به انگلیسی: French battleship Henri IV) یک کشتی بود که طول آن ۱۰۸ متر (۳۵۴ فوت ۴ اینچ) بود. این کشتی در سال ۱۸۹۹ ساخته شد.